# Комиссия правды
Комиссия правды (англ. The Truth Commission) — группировка рестлеров, участвовавшая в мероприятиях World Wrestling Federation (WWF) и United States Wrestling Association (USWA). Название группировки было взято по имени Комиссии правды и примирения ЮАР, поэтому на ринге объявлялось ЮАР как место проживания рестлеров. Считается одной из худших группировок в истории WWF.

## Гиммик
Гиммик группировки — полувоенная организация ЮАР, поддерживавшая политику апартеида и белых супремасистов, хотя южноафриканцем из них был только промоутер Коммандант. До образования Комиссии в мировом реслинге из рестлеров с гиммиком южноафриканского расиста был только Полковник ДеБерс, который даже ненавидел прикасаться к чернокожим противникам, однако в 1990-е годы он сошёл со сцены, так как после упразднения политики апартеида в WWF эту тему вообще больше не затрагивали.

## История
В 1996 году Разведчик и Кургган (он же Дознаватель) дебютировали во франшизе USWA, выиграв командный чемпионат USWA; в том же году Танк выиграл титул Единого чемпиона мира в тяжёлом весе USWA. Промоутером команды был Коммандант (Робин Смит) — с реальным Робином Смитом познакомился Брет Харт, снимавший фильм в ЮАР, и порекомендовал его WWF на должность промоутера команды «Комиссия правды». Изначально ходили слухи, что «Комиссия правды» будет играть роли телохранителей группировки «Основание Хартов». В 1997 году во время тура WWE по Южной Африке на проморолике Коммандант заявил, что «спустит своих Коммандос и Ополчение на WWF, принеся тем самым славу южноафриканцам».
После вступления группировки в WWF промоутером вместо Комманданта стал Джекил, поскольку WWF требовало на должность промоутера того, кто мог бы сам участвовать в матчах. Джекил изначально хотел участвовать только в матчах, а не заниматься менеджментом, однако Винс Макмэн убедил Джекила записать промовидео, поскольку Джекил отличался красноречием и талантом к публичным выступлениям. Танк покинул WWF после двух матчей, Дознаватель стал выходить под именем Куррган и позиционироваться как хил, а Разведчик и Снайпер стали выступать в командных боях.
Команда начала распадаться после того, как Джекил публично раскритиковал выступления Разведчика и Снайпера, обращая больше внимания на карьеру Курргана (команда потерпела поражение в Королевской битве на WrestleMania XIV). После одного из поражений Джекил избил свою команду, а потом потребовал от Курргана напасть на них. После развала команды Разведчик и Снайпер под своими настоящими именами (Бьюкенен и Пуарье) создали команду «Армагеддон», однако её популярность оказалась почти нулевой, и они покинули WWF. В своих южноафриканских гиммиках они выступали до своего окончательного распада в 1999 году.
Куррган продолжил карьеру в команде «Странности» до 28 февраля 1999 года, а Джекил стал менеджером «Аколитов» и ушёл в декабре 1998 года в Extreme Championship Wrestling под псевдонимом Вирус Сайрус. Снайпер выступал в Германии во франшизе Catch Wrestling Association, завершив карьеру в 1999 году. Разведчик под именем «Бык Бьюкенен» примкнул в 2000 году к Большому Боссу, затем стал членом группировки «Инквизиторы», а до 2003 года выступал в паре с Джоном Синой. Последнее выступление его датируется в шоу This is Your Life, John Cena, в котором Бьюкенен обвинял Сину в том, что тот якобы сломал ему жизнь.

## Достижения
- United States Wrestling Association (USWA)
  - Командные чемпионы (3 раза) — Разведчик и Куррган[3]
  - Объединённый чемпион мира в тяжёлом весе (1 раз) — Танк[4]